# City of Campbelltown (New South Wales)
City of Campbelltown is een Local Government Area (LGA) in Australië in de staat New South Wales in de agglomeratie van Sydney. City of Campbelltown telt 147.460 inwoners. De hoofdplaats is Campbelltown.